# محمد دارامي
محمد دارامي (مواليد 7 يناير 2002) هو لاعب كرة قدم دنماركي يلعب كمهاجم في نادي كوبنهاغن.

## روابط خارجية
- محمد دارامي على موقع الاتحاد الأوربي (الإنجليزية)
- محمد دارامي على موقع قاعدة بيانات كرة القدم.إي يو (الإنجليزية)
- محمد دارامي على موقع Soccerbase.com (لاعب) (الإنجليزية)
- محمد دارامي على موقع Soccerway.com (الإنجليزية)
- محمد دارامي على موقع عالم كرة القدم.نت (الإنجليزية)